# 费德里科·科里恩特·科尔多瓦
费德里科·科里恩特·科尔多瓦（西班牙語：Federico Corriente Córdoba，1940年11月14日—2020年6月16日），西班牙语言学家，阿拉伯学学者。沙拉哥薩大學名誉教授，西班牙皇家语言学院院士。

## 生平
1963年毕业于马德里康普顿斯大学闪米特语语言文学专业，1971年获同校博士学位。长期从事闪米特语族的教学与研究工作，包括埃及和摩洛哥的阿拉伯语方言和文学。
历任西班牙外交及合作部埃及开罗西班牙文化中心主任（1962年－1965年）、摩洛哥拉巴特穆罕默德五世大学西班牙语及闪含语系语言学教授（1965年－1968年）、美国費城德罗普西大学阿拉伯语语言学教授（1968年－1970年）、西班牙高等科学研究理事会阿里亚斯·蒙塔诺研究所闪米特语研究员、沙拉哥薩大學阿拉伯与伊斯兰学教授（1976年－1986年）、马德里康普顿斯大学阿拉伯与伊斯兰学教授、沙拉哥薩大學教授（1991年－2011年）、名誉教授（2011年－2015年）。
1992年当选开罗阿拉伯语研究院通讯院士。2015年2月被授予拉古纳大学名誉博士学位。2017年4月6日，当选西班牙皇家语言学院院士。
2020年6月16日在萨拉戈萨逝世，终年79岁。

## 著作
- 《西班牙语-阿拉伯语词典》
- 《安达卢斯阿拉伯语词典》，1977年
- 《安达卢斯阿拉伯语与罗曼语族》，1992年